# Freddie Welsh

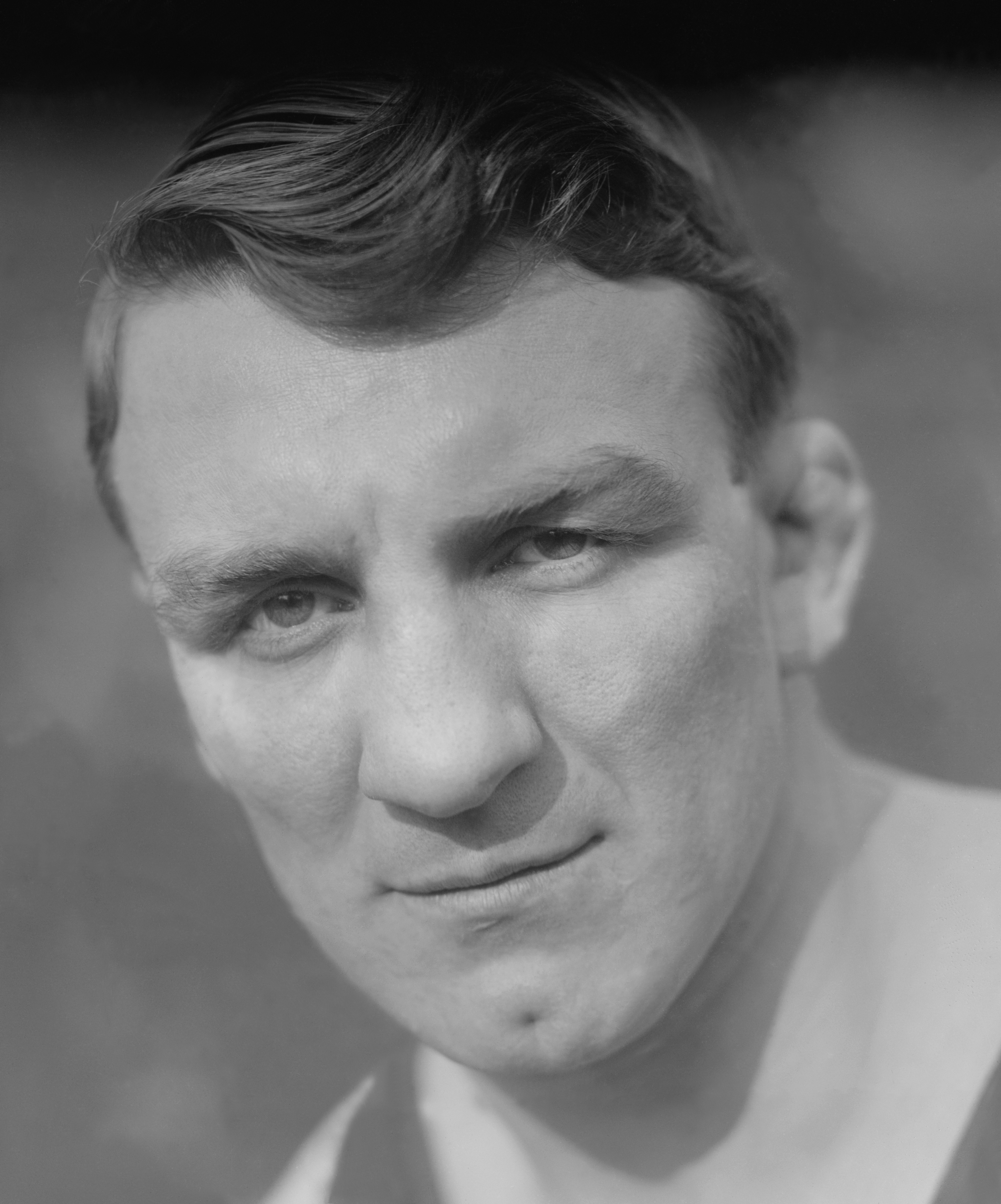
Freddie Welsh Anfang der 1920er Jahre

Freddie Welsh (* 5. März 1886 in Pontypridd, Cardiff; † 29. Juli 1927 in New York City, New York, Vereinigte Staaten) war ein britischer Boxer im Leichtgewicht. Er wurde von Jack Clancy und Harry Pollock gemanagt und war von 1914 bis 1917 universeller Weltmeister.